# Cyphomyrmex
Cyphomyrmex (лат.) — род муравьёв трибы грибководов Attini из подсемейства Myrmicinae. Характерны своим тесным симбиозом с грибами. Рабочие особи мелкие, мономорфные (1,5—3 мм), усики 11 члениковые (у самцов — 13). Стебелёк между грудкой и брюшком состоит из двух члеников: петиолюса и постпетиолюса (последний чётко отделён от брюшка), жало развито, куколки голые (без кокона). Гнездо состоит из одной ячейки-камеры. В качестве субстрата для грибницы используют фекалии насекомых и кусочки фруктов.

## Распространение
Род характерен исключительно для Нового Света и встречается только в Неотропике.

## Генетика
Диплоидный набор хромосом 2n = 20, 32.

## Классификация
Род относится к подгруппе низших муравьёв-грибководов (7 родов: Mycetarotes, Myrmicocrypta, Mycocepurus, Apterostigma, Cyphomyrmex, Mycetosoritis и Mycetophylax) и включает около 40 видов (Schultz, 2000; Schultz & Meier 1995; Wetterer et al., 1998). Род впервые был выделен в 1862 году на основании типового вида Cyphomyrmex minutus Mayr, 1862.

## Список видов

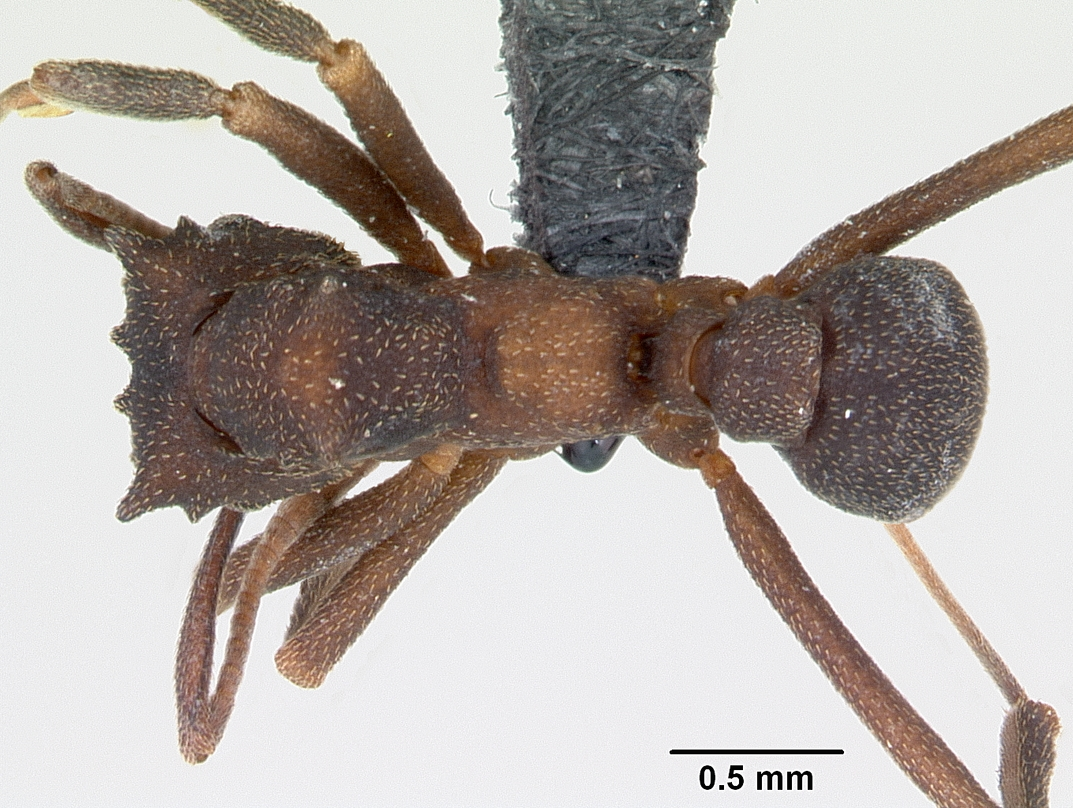
Cyphomyrmex cornutus

- Cyphomyrmex auritus Mayr, 1887
- Cyphomyrmex bicarinatus Snelling & Longino, 1992
- Cyphomyrmex bicornis Forel, 1896
- Cyphomyrmex bigibbosus Emery, 1894
- Cyphomyrmex bruchi Santschi, 1917
- Cyphomyrmex castagnei MacKay & Baena, 1993
- Cyphomyrmex cornutus Kempf, 1968
- Cyphomyrmex costatus Mann, 1922
- Cyphomyrmex daguerrei Santschi, 1933
- Cyphomyrmex dixus Snelling & Longino, 1992
- Cyphomyrmex faunulus Wheeler, W.M., 1925
- Cyphomyrmex flavidus Pergande, 1896
- Cyphomyrmex foxi Andre, 1892
- Cyphomyrmex hamulatus Weber, 1938
- Cyphomyrmex kirbyi Mayr, 1887
- Cyphomyrmex laevigatus Weber, 1938
- Cyphomyrmex lectus Forel, 1911
- Cyphomyrmex lilloanus Kusnezov, 1949
- Cyphomyrmex longiscapus Weber, 1940
- Cyphomyrmex major Forel, 1901
- Cyphomyrmex maya De Andrade, 2003
- Cyphomyrmex minutus Mayr, 1862typus
- Cyphomyrmex morschi Emery, 1888
- Cyphomyrmex muellerei Schultz & Solomon, 2002
- Cyphomyrmex nemei Kusnezov, 1957
- Cyphomyrmex nesiotus Snelling & Longino, 1992
- Cyphomyrmex occultus Kempf, 1964
- Cyphomyrmex olitor Forel, 1893
- Cyphomyrmex paniscus Wheeler, W.M., 1925
- Cyphomyrmex peltatus Kempf, 1966
- Cyphomyrmex plaumanni Kempf, 1962
- Cyphomyrmex podargus Snelling & Longino, 1992
- Cyphomyrmex rimosus Spinola, 1851
- Cyphomyrmex salvini Forel, 1899
- Cyphomyrmex strigatus Mayr, 1887
- Cyphomyrmex transversus Emery, 1894
- Cyphomyrmex vallensis Kusnezov, 1949
- Cyphomyrmex vorticis Weber, 1940
- Cyphomyrmex wheeleri Forel, 1900